# Colonie tibétaine de Palrabling
La colonie tibétaine de Palrabling, aussi appelée colonie de Dhobi, est située près de la rive de la rivière Sutlej, à 25 km du district de Kullu de l'Himachal Pradesh et de la ville de Manali.
En septembre 2018, elle est l’une des plus gravement touchées par les inondations provoquées par les pluies incessantes en Inde du Nord.